# Magdaleno
Magdaleno es una ciudad del municipio Zamora del estado Aragua, ubicada a 439 metros sobre el nivel del mar.
La creación de esta parroquia tiene lugar en 1790, firmado por el obispo monseñor Mariano Martí, a quien se debe tener como fundador de Magdaleno y en la fecha referida. El 15 del mismo mes ingresa a la jurisdicción de la Provincia de Venezuela. Magdaleno es localidad al pie de la serranía del interior, en la cuenca del Lago de Valencia y esa cercanía es la que permitió a través de su historia el asentamiento humano, puesto que del lago se aprovechan sus orillas para la agricultura y muy anteriormente la pesca. Está circundada de cerros al sur y en el norte discurre la carretera que conduce de Güigüe a Maracay y Villa de Cura.

## Límites
Norte: con la población de palo negro Municipio Libertador, desde el caño A paro en el sitio de La Huérfana, aguas abajo por dicho caño hasta su desembocadura en El Lago de Valencia; y de allí, línea recta hasta tocar el lindero de Aragua con Carabobo, pasando al norte de las islas Las Piedras, Caigüiré, Cucaracha y El Zorro.
Oeste: desde un punto donde el lindero norte de la parroquia Magdaleno es tocado por la línea divisoria del Estado Aragua y Carabobo que partiendo del Portachuelo La Cabrera con rumbo sur, llega hasta el cerro Guacamaya, de aquí siguiendo por la misma fila al pico el Horno.
Sur y Este: con el río Tocoron, desde su nacimiento en el pico El Horno, aguas abajo en el puente Caño Rico en la carretera Maracay-Guigue, y luego por el lado oriental de dicha carretera hasta el puente sobre el caño Aparo en el sitio denominado La Huérfana.

## Economía
El lago de los Tacarigua históricamente ha fortalecido al pueblo de Magdaleno; en un principio los Indios Tacarigua se aprovechaban de los recursos naturales que se encontraban en el lago como la pesca y la agricultura. Luego de la enea que se encontraba en las orillas del lago los pobladores la utilizaban para construir de forma empírica alfombras o adornos tejidos en sus casas, pero sin mucho interés. Para el año 1956 comienza el trabajo con la enea un grupo de personas en donde su mayoría eran mujeres. Un empresario llamado Eugenio Mendoza Goiticoa. Se interesa en la población de Magdaleno para dar comienzo a un proyecto de formación y fabricación artesanal. Como una de las haciendas de Eugenio estaba al pie de las orillas del lago les permitió a los pobladores extraer la enea del lago.
Para el año siguiente 1957 Eugenio Mendoza construye la Fundación Industrial; su interés era capacitar hombre y mujeres para el trabajo de la artesanía de muebles, alfombras, manualidades hechas en enea, además de esta industria Eugenio Mendoza tenía muchas más en otros estados pero de diferentes producciones, las máquinas que se traían de otros países eran traídas en cajas de madera (pino) esta madera era llevada a la población de Magdaleno para la fabricación de muebles con enea; en 1962 Wolfgang Larrazábal y su junta de gobierno dota de 25000 Bolívares para la compra de maquinaria y materiales para la industria.
La industria dura solo cinco años por motivos desconocidos; para los años 60 la comunidad se organiza para llevar una propuesta a Eugenio Mendoza a través del comité de desarrollo, con el fin de reabrir la fábrica y darle continuidad a la artesanía de muebles y ser administrada por la misma comunidad, Mendoza le da la fábrica en comodato por cinco años, que pasa a llamarse “casa comunal industrial”. En 1965 es renovado por cinco años más.
Para 1970 decae la industria comunal al caer de una mala administración. Cabe destacar que algunos pobladores se especializaban en las industrias y luego montaban su negocio propio como (microempresarios) la industria cierra y los pobladores se aventuran en la artesanía de forma independiente.
Materia prima y producción en la historia:
- De barinas empezó a llegar el samán en los años 60 pero sin mucha importancia, en donde había 5 carpinterías y 6 exhibiciones.
- Entre los años 70 y 80 se empieza a ver la demanda por el samán, en donde había 10 carpinterías y 6 tiendas o exhibiciones.
- Entre los años 80 y 90 había alrededor de 30 carpinterías y 20 exhibiciones.
- Entre los años 90 y 2000 Magdaleno cuenta con 150 carpinterías y 150 exhibiciones.
- Entre 2000 y 2010 según una encuesta realizada por los mismos pobladores se registran alrededor de 300 carpinterías pero no se obtiene información sobre las exhibiciones.

Desde 1993 empieza la gran expansión del comercio en Magdaleno con una gran fuente de ingreso económico, en donde la liga del hierro con la madera hace la combinación perfecta del mejor mueble country. Con el mejor momento económico que vive Magdaleno se empiezan aprovechar otro tipo de artesanía como la arcilla y su transformación en manualidades, porrones etc. Entre los años 1999 hasta el 2010 se evidencia a comerciantes externos al pueblo que ven la oportunidad económica para la inversión del capital, pero de una manera moderna como muebles prefabricados provenientes de otros lugares, como también todo tipo de artesanía proveniente de todo el país. Hasta la actualidad los gobiernos municipales han ayudado de forma parcial a la artesanía en Magdaleno dándole a los pobladores microcréditos y locales comerciales para el avance, la humanización y desarrollo de los artesanos. Específicamente los alcaldes Alberto Roye (4.ª República) y stefano mangione (5.ª República) Municipio Zamora.